# شورای مرکزی سنت
شورای مرکزی سنت یا به اختصار شمس، عنوانِ اجتماع، شورا و تشکلی بود که به دعوتِ احمد مفتی‌زاده تشکیل شد. نخستین کنگرهٔ آن با حضور رهبرانِ اهل‌سنت ایران از کردستان، سیستان و بلوچستان، خراسان و کرمانشاه در ۱۲ و ۱۳ فروردین ۱۳۶۰ در تهران برگزار شد.

## تاریخچه

### پیشینه
پیشینه و علتِ تأسیس «شورای شمس» به سالِ ۱۳۵۸ و به اصولِ ۱۲ و ۱۱۵ قانون اساسی برمی‌گردد؛ در این اصول مذهبِ رسمی کشور «شیعهٔ جعفری اثنی‌عشری» عنوان شده و این اصل را «الی‌الابد غیرقابل تغییر» بیان کرده، همچنین آمده که «رئیس‌جمهور باید دارایِ مذهب رسمی کشور» باشد.
احمد مفتی‌زاده در حسینیه ارشاد به تاریخ ۲۶ مهر ۱۳۵۸، قانون اساسی را مورد انتقاد قرار داد و گفت:
| « | قانون اساسی کشور اسلامی باید متخذ از قرآن باشد، این چه قانون اساسی است خبرگان تدوین کرده‌اند!؟ قوانین اساسی شرق و غرب را جلوشان گذاشته‌اند. این قانون اساسی هیچ ربطی به قرآن ندارد. اگرچه هستند بین‌شان افرادی آزاده و مطلع، اما محصول کارشان قابل‌قبول نیست. بشکند دست‌شان با این قانون نوشتن‌شان! به‌جای رسمیت بخشیدن به حکومت شوراها رفته‌اند سراغِ «ولایت فقیه». این همان مقامِ سلطنتِ سابق است با پسوند اسلامیِ «فقیه». اصل منحوس دوازده که تبعیض مذهبی را به جای تساوی و برادری دینی به رسمیت شناخته‌است… | » |

### کنگره اول
در اسفند ۱۳۵۹ احمد مفتی‌زاده با نوشتنِ نامه‌ای به تشکیل شورا و اجتماعی برای اهل‌سنت ایران دعوت کرد. در اولین کنگرهٔ این شورا که در ۱۲ و ۱۳ فروردین ۱۳۶۰ در تهران و در منزلِ نظرمحمد دیدگاه برگزار شد، اعضایِ شورا شاملِ احمد مفتی‌زاده، عبدالعزیز ملازاده، ملاعبدالله محمدی، ملاصالح خسروی، ناصر سبحانی، عبدالعزیز حسینی، عبدالملک ملازاده، نظرمحمد دیدگاه، عبدالحمید اسماعیل‌زهی، عبدالعزیز الله‌یاری، شمس‌الدین مطهری، محمدسعید فاضلی می‌شد. در این کنگره صدها نفر از علماء، اندیشمندان و نویسندگان اهل‌سنتِ کشور حضور داشتند.
مولوی عبدالحمید دربارهٔ شورایِ شمس می‌گوید: «به پیشنهادِ علامه مفتی‌زاده و برای این‌که بتوانیم حقوقِ اهل‌سنت را از طریقِ قانونی پیگیری کنیم، این شورا تشکیل شد». او همچنین می‌گوید: «البته شورای شمس فرصت چندانی برای فعالیت نداشت، زیرا اولاً با مخالفتِ شدید بعضی از مسئولانِ رده‌بالا مواجه شد و ثانیاً پس‌از این‌که علامه مفتی‌زاده به زندان افتاد، عملاً فعالیت این شورا متوقف شد».
در اساس‌نامهٔ ۱۶ ماده‌ای شورای مرکزی سنت، وظیفهٔ این شورا را «کوشش در راه احیای امت واحده اسلامی» و «زدودن مظاهر تفرق از قیافه این امت» عنوان کرده‌اند. همچنین «فعالیت پی‌گیر و قاطعانه برای رفع ستم‌های مذهبی، ملی و طبقاتی در ایران»، «تلاش برای ایجاد مرکزی در تهران»، «اقداماتی در جهت سدِ باب نمودن اهانت به بزرگان اسلام و گنجانیدن آن در قانون اساسی»، «تشکیل گروه‌های متعدد … برای تبلیغات در تمام مناطق اهل‌سنت»، «کوشش برای تخصیص ساعاتی در شبانه‌روز از اوقات کار رادیو و تلویزیون سراسری و محلی» بخش‌هایی از مفاد اساس‌نامه و برنامهٔ این شورا بوده‌است.
دو هفته بعد از برگزاری اولین کنگرهٔ شورا، آیت‌الله خمینی در سخنرانیِ عمومیِ ۲۴ فروردین ۱۳۶۰ در حسینیهٔ جماران، این شوراء را به‌صورت «غیرمستقیم» خطاب قرار داده و آن را «وابسته به آمریکا و کنفرانس طائف» عنوان می‌کنند:
| « | الآن اجتماعاتی هست که به اسم شیعه و سنی بنا بر ایجادِ اختلاف دارند؛ همان‌طوری که وابستگانِ به قدرت بزرگ آمریکا در «طائف» این مسئله را طرح کردند … من هشدار می‌دهم به بعضی اشخاصی‌که در صدد مفسده هستند که ما آن‌ها را می‌شناسیم؛ خودشان به اسم این‌که ما حقوق خودمان را می‌خواهیم به اسلام خیانت نکنند. حقوق همهٔ افراد، چه برادرهای اهل‌سنت و چه برادرهای اهل تشیع و چه آن‌هایی که اقلیت مذهبی رسمی دارند، حقوق آن‌ها همه هم در قانون اساسی ملحوظ شده‌است … در یک هم‌چو موقعی مبادا برادران ما بازی بخورند از اشخاص مفسده‌جو که گاهی در کردستان و گاهی در کرمانشاه و گاهی در تهران اشتغال به افساد دارند. ما به آنها هشدار می‌دهیم که توجه به اسلام بکنند؛ | » |

صلاح‌الدین بیانی نمایندهٔ دورهٔ نخست مجلس شورای اسلامی، در جلسهٔ ۱۵۷ مجلس به‌تاریخِ ۱۲ خرداد ۱۳۶۰ دربارهٔ شورای شمس می‌گوید: «در تهران شورائی از برادران اهل تسنن تشکیل شد که توجهٔ مقامات رسمی را بخود جلب کرد … إن‌شاءالله بنظر من فرض دوم صحیح است و مؤسسان محترم شورایِ سنت و اعضای مرکزی آن به جایی وابسته نیستند یا نخواهند بود و لازم است دراین‌صورت دولت هم در تقویت شوراء کوشش نماید … دادن وقت مناسب به اهل تسنن در رادیو و تلویزیون …».
در ۲۶ فروردین ۱۳۶۰ از برگزاری مصاحبهٔ مطبوعاتی بنیان‌گذاران شوراء توسط مأموران جلوگیری شد. در آبان ۱۳۶۰ حساب بانکی شورای شمس توسط داستان کل انقلاب مسدود شد؛ حسابی‌که برای «جمع اعانه‌های مردم» و در تیرماه همان سال افتتاح شده‌بود.

### کنگره دوم
در فاصلهٔ بین برگزاری دو کنگره «ملاصالح خسروی» یکی‌از اعضای شوراء در کردستان ترور شد. برای برگزاری کنگرهٔ دوم؛ به‌دلیلِ «عدم امکان چاپ در روزنامه‌ها» دعوت‌نامه‌ای از سویِ شورای شمس و به‌صورت شخصی برای افرادی مشخص فرستاده شد تا از آن‌ها دعوت نمایند. کنگرهٔ دوم شمس در تاریخ ۱۴ و ۱۵ مرداد ۱۳۶۱ در کرمانشاه برگزار شد؛ که از یازده عضو باقی‌ماندهٔ شوراء فقط احمد مفتی‌زاده، ناصر سبحانی و عبدالملک ملازاده حضور داشتند. بعد از برگزاری این کنگره با فرمانِ آیت‌الله خمینی کلیهٔ دفاترِ شمس در ایران بسته شدند و اکثریتِ اعضای شوراء راهی زندان شدند.
ناصر سبحانی عضو باقی‌ماندهٔ شوراء پس از هفت سال زندگی مخفیانه در خرداد ۱۳۶۸ در منزل فاروق فرساد در سنندج دستگیر شده و اعدام شد. مفتی‌زاده و برخی از همراهانش همچون فاروق فرساد و حسن امینی سه هفته بعد از برگزاری کنگره دوم بازداشت شدند. او به مدت ده سال را در زندان گذراند که پس‌از ابتلاء به بیماری سرطان کلیه آزاد شد و در سال ۱۳۷۱ بر اثر همین بیماری درگذشت. عبدالملک ملازاده نیز تنها عضو باقی‌مانده در سال ۱۳۷۴ در کراچیِ پاکستان ترور شد.

## پی‌نوشت و منابع
1. 1 2 3 4 5 6 7 8 9 10 11 12 13  محسن کدیور (۹ اردیبهشت ۱۳۹۷). «جفای جمهوری اسلامی به احمد مفتی زاده؛ متفکر نواندیش و مبارز کرد اهل سنت (ویرایش سوم با اصلاحات و اضافات بسیار)». وب‌سایت رسمی محسن کدیور. بایگانی‌شده از اصلی در ۷ دسامبر ۲۰۲۳. دریافت‌شده در ۷ دسامبر ۲۰۲۳.
2. 1 2  «ش. م. س: هنوز زنده‌ام». وب‌سایت شورای مرکزی سنت. بایگانی‌شده از اصلی در ۲۴ دسامبر ۲۰۱۱. دریافت‌شده در ۷ دسامبر ۲۰۲۳.
3. 1 2  «اساسنامهٔ شمس». وب‌سایت شورای مرکزی سنت. بایگانی‌شده از اصلی در ۲۴ دسامبر ۲۰۱۱. دریافت‌شده در ۷ دسامبر ۲۰۲۳.
4. ↑  اسماعیل دیده‌ور. «مصاحبه خواندنی نشریه «راه ما» با شیخ‌الاسلام مولانا عبدالحمید». پایگاه اطلاع‌رسانی مولانا عبدالحمید. بایگانی‌شده از اصلی در ۷ دسامبر ۲۰۲۳. دریافت‌شده در ۷ دسامبر ۲۰۲۳.
5. ↑  دیده‌ور، اسماعیل (پاییز ۱۳۹۷). «مصاحبه اختصاصی نشریهٔ «راه ما» با شیخ‌الاسلام مولانا عبدالحمید اسماعیل‌زهی (حفظه‌الله)». نشریهٔ راه ما (نشریهٔ داخلیِ مکتب قرآن) (شمارهٔ ۲۷). دریافت‌شده در ۲ دسامبر ۲۰۲۳.
6. ↑  منظور از «کنفرانس طائف» همان سازمان همکاری اسلامی می‌باشد که در سال [۱۹۸۱ م.] در شهر طائفِ عربستان سعودی برگزار می‌شد.
7. ↑  راه، ایجاد اختلاف نیست (۱۳۶۰/۱/۲۴)، پایگاه اطلاع‌رسانی دفتر حفظ و نشر آثار آیت‌الله سیدعلی خامنه‌ای.
8. ↑  حفظ وحدت و آرامش و هشدار به عناصر تفرقه‌جو, پایگاه اطلاع‌رسانی دفتر حفظ و نشر آثار آیت‌الله سیدعلی خامنه‌ای.
9. ↑  «سخنرانی در جمع اهالی گرگان، گنبد و ترکمن صحرا (حفظ وحدت و آرامش)». Emam.com. ۲۰۱۸-۰۶-۰۳. دریافت‌شده در ۲۰۲۳-۱۲-۰۸.
10. ↑  «مشروح مذاکرات مجلس شورای اسلامی به ریاست آیت الله هاشمی رفسنجانی (دوره اول – جلسه 155)». مرکز اسناد آیت الله هاشمی رفسنجانی. دریافت‌شده در ۲۰۲۳-۱۲-۰۸.